# بخش هورون (شهرستان اری، اوهایو)
بخش هورون (به انگلیسی: Huron Township) یک منطقهٔ مسکونی در ایالات متحده آمریکا است که در شهرستان ایری، اوهایو واقع شده‌است.
 بخش هورون ۷۲٫۰ کیلومتر مربع مساحت و ۱۰٬۶۹۷ نفر جمعیت دارد و ۱۸۱ متر بالاتر از سطح دریا واقع شده‌است.